# Gianni Schicchi de' Cavalcanti
Gianni Schicchi de' Cavalcanti, (... - Avant février 1280) est un personnage historique florentin du XIIIe siècle
cité par Dante Alighieri parmi les personnages de l'Enfer de la Divine Comédie.

## Biographie
Gianni Schicchi était un chevalier médiéval ; on ne possède que peu d'informations historiques le concernant.
C'est à partir de la citation dantesque que les commentateurs ont retracé sa biographie qui en majeure partie est le reflet 
du passage du Chant XXX de l'Enfer, vv. 32-33 et 42-45.

« Mi disse: "Quel folletto è Gianni Schicchi,

e va rabbioso altrui così conciando". »

— Inf. XXX, vv. 32-33

« me dit : « Ce follet  est Gianni Schicchi, qui, dans sa rage, va ainsi accoutrant les autres ». »

— Traduction Lamennais
Dans la bolgia des faussaires, Gianni Schicchi est condamné pour falsification de personne, pour avoir trompé les autres en prenant la place de Buoso Donati il Vecchio (it).
Il semble que, d'après ce qui est rapporté par les glossateurs, Schicchi soit fameux pour l'imitation des personnes et que quand le richissime veuf Buoso Donati mourut sans enfant et sans testament, celui-ci sur demande de son ami Simone Donati, neveu de Buoso, se camoufla dans le lit du défunt peu après sa disparition et une fois le notaire appelé, il dicta le testament en faveur de Simone. Le testament fut ponctuellement ratifié.
Pour sa propre personne, il semble que Schicchi se soit fait léguer uniquement une jument (cité par Dante), qui constitue un indice du caractère burlesque du fait.
À partir de cette histoire, Giacomo Puccini composa l'opéra, Gianni Schicchi, représenté en 1918.

## Sources
- (it) Cet article est partiellement ou en totalité issu de l’article de Wikipédia en italien intitulé « Gianni Schicchi » (voir la liste des auteurs).